# EFL Championship
English Football League Championship (oficiálním názvem dle sponzora Sky Bet Championship) je druhou nejvyšší anglickou fotbalovou soutěží, která se hraje od roku 2004, kdy nahradila Football League First Division. Nejúspěšnějšími týmy historie jsou Sunderland AFC, Birmingham City FC a West Bromwich Albion FC s 2 postupy do nejvyšší soutěže v Anglii.

## Systém
Kluby hrají každý s každým doma a venku (dohromady každý odehraje 46 utkání). Po odehrání všech zápasů postoupí dva kluby z prvních dvou míst tabulky přímo do Premier League a týmy na třetím až šestém místě hrají play off. V tom hraje třetí tým se šestým a čtvrtý s pátým doma a venku. Neplatí zde pravidlo o výhodě gólu vstřeleného venku. Postoupivší se utkají v jednom utkání na neutrální půdě ve Wembley Stadium o postup. Poslední tři týmy tabulky sestoupí o soutěž níž do League One.

## Postupující do Premier League
| Sezona  | Ligový šampion          | Body | 2. místo               | Body | Vítěz Play-off      |
| ------- | ----------------------- | ---- | ---------------------- | ---- | ------------------- |
| 2004/05 | Sunderland              | 94   | Wigan Athletic         | 87   | West Ham United     |
| 2005/06 | Reading                 | 106  | Sheffield United       | 90   | Watford             |
| 2006/07 | Sunderland              | 88   | Birmingham City        | 86   | Derby County        |
| 2007/08 | West Bromwich Albion    | 81   | Stoke City             | 79   | Hull City           |
| 2008/09 | Wolverhampton Wanderers | 90   | Birmingham City        | 83   | Burnley             |
| 2009/10 | Newcastle United        | 102  | West Bromwich Albion   | 91   | Blackpool           |
| 2010/11 | Queens Park Rangers     | 88   | Norwich City           | 84   | Swansea City        |
| 2011/12 | Reading                 | 89   | Southampton            | 88   | West Ham United     |
| 2012/13 | Cardiff City            | 87   | Hull City              | 79   | Crystal Palace      |
| 2013/14 | Leicester City          | 102  | Burnley                | 93   | Queens Park Rangers |
| 2014/15 | Bournemouth             | 90   | Watford                | 89   | Norwich City        |
| 2015/16 | Burnley                 | 93   | Middlesbrough          | 89   | Hull City           |
| 2016/17 | Newcastle United        | 94   | Brighton & Hove Albion | 93   | Huddersfield Town   |
| 2017/18 | Wolverhampton Wanderers | 99   | Cardiff City           | 90   | Fulham              |
| 2018/19 | Norwich City            | 94   | Sheffield United       | 89   | Aston Villa         |
| 2019/20 | Leeds United            | 93   | West Bromwich Albion   | 83   | Fulham              |
| 2020/21 | Norwich City            | 97   | Watford                | 91   | Brentford           |
| 2022/23 | Burnley                 | 101  | Sheffield United       | 91   | Luton Town          |
| 2023/24 | Leicester City          | 97   | Ipswich Town           | 96   | Southampton         |
| 2024/25 | Leeds United            | 100  | Burnley                | 100  |                     |

## Sestupující (do League One)
| Sezona  | Kluby                                                      |
| ------- | ---------------------------------------------------------- |
| 2004/05 | Gillingham, Nottingham Forest, Rotherham United            |
| 2005/06 | Crewe Alexandra, Millwall, Brighton & Hove Albion          |
| 2006/07 | Southend United, Luton Town, Leeds United                  |
| 2007/08 | Leicester City, Scunthorpe United, Colchester United       |
| 2008/09 | Norwich City, Southampton, Charlton Athletic               |
| 2009/10 | Sheffield Wednesday, Plymouth Argyle, Peterborough United  |
| 2010/11 | Preston North End, Sheffield United, Scunthorpe United     |
| 2011/12 | Portsmouth, Coventry City, Doncaster Rovers                |
| 2012/13 | Peterborough United, Wolverhampton Wanderers, Bristol City |
| 2013/14 | Doncaster Rovers, Barnsley, Yeovil Town                    |
| 2014/15 | Millwall, Wigan Athletic, Blackpool                        |
| 2015/16 | Charlton Athletic, Milton Keynes Dons, Bolton Wanderers    |
| 2016/17 | Blackburn Rovers, Wigan Athletic, Rotherham United         |
| 2017/18 | Barnsley, Burton Albion, Sunderland                        |
| 2018/19 | Rotherham, Bolton, Ipswich                                 |
| 2019/20 | Charlton, Wigan, Hull                                      |
| 2020/21 | Wycombe, Rotherham, Sheffield                              |
| 2021/22 | Peterborough, Derby, Barnsley                              |
| 2022/23 | Reading, Blackpool, Wigan                                  |
| 2023/24 | Birmingham, Huddersfield, Rotherham United                 |
| 2024/25 | Luton Town, Plymouth, Cardiff                              |

## Postupující (z League One)
| Sezona  | Kluby                                                     |
| ------- | --------------------------------------------------------- |
| 2004/05 | Luton Town, Hull City, Sheffield Wednesday                |
| 2005/06 | Southend United, Colchester United, Barnsley              |
| 2006/07 | Scunthorpe United, Bristol City, Blackpool                |
| 2007/08 | Swansea City, Nottingham Forest,Doncaster Rovers          |
| 2008/09 | Leicester City, Peterborough United,Scunthorpe United     |
| 2009/10 | Norwich City, Leeds United, Millwall                      |
| 2010/11 | Brighton & Hove Albion, Southampton, Peterborough United  |
| 2011/12 | Charlton Athletic, Sheffield Wednesday, Huddersfield Town |
| 2012/13 | Doncaster Rovers, Bournemouth, Yeovil Town                |
| 2013/14 | Wolverhampton Wanderers, Brentford, Rotherham United      |
| 2014/15 | Bristol City, Milton Keynes Dons, Preston North End       |
| 2015/16 | Wigan Athletic, Burton Albion, Barnsley                   |
| 2016/17 | Sheffield United, Bolton Wanderers, Millwall              |
| 2017/18 | Wigan Athletic, Blackburn Rovers, Rotherham United        |
| 2018/19 | Luton, Barnsley, Charlton                                 |
| 2019/20 | Coventry, Rotherham, Wycombe                              |
| 2020/21 | Hull, Peterborough, Blackpool                             |
| 2021/22 | Wigan Athletic, Rotherham United, Sunderland              |
| 2022/23 | Plymouth, Ipswich, Sheffield                              |
| 2023/24 | Portsmouth, Derby, Oxford                                 |
| 2024/25 | Birmingham, Wrexham                                       |

## Nejlepší střelci
| Sezona  | Nejlepší střelec    | Klub                                      | Golů |
| ------- | ------------------- | ----------------------------------------- | ---- |
| 2004/05 | Nathan Ellington    | Wigan Athletic                            | 24   |
| 2005/06 | Marlon King         | Watford                                   | 21   |
| 2006/07 | Jamie Cureton       | Colchester United                         | 23   |
| 2007/08 | Sylvan Ebanks-Blake | Plymouth Argyle / Wolverhampton Wanderers | 23   |
| 2008/09 | Sylvan Ebanks-Blake | Wolverhampton Wanderers                   | 25   |
| 2009/10 | Nicky Maynard       | Briston City                              | 20   |
| 2009/10 | Peter Whittingham   | Cardiff City                              | 20   |
| 2010/11 | Danny Graham        | Watford                                   | 24   |
| 2011/12 | Rickie Lambert      | Southampton                               | 27   |
| 2012/13 | Glenn Murray        | Crystal Palace                            | 30   |
| 2013/14 | Ross McCormack      | Leeds United                              | 28   |
| 2014/15 | Daryl Murphy        | Ipswich Town                              | 27   |
| 2016/17 | Chris Wood          | Leeds United                              | 27   |
| 2017/18 | Matěj Vydra         | Derby County                              | 21   |
| 2018/19 | Teemu Pukki         | Norwich                                   | 29   |